# Paul Kagame
Paul Kagame (født 23. oktober 1957) tiltrådte som præsident i Rwanda i 2000. Han var leder af guerillaen Rwandas Patriotiske Front (RPF), hvis mål var at generobre Rwanda. I oktober 1990 invaderede de Rwanda fra Uganda med 2500 kamptrænede mænd. Med fransk bistand fik hutustyret i Rwanda dog slået oprørerne tilbage.  Men med hjælp fra Ugandas præsident Yoweri Museveni og med hjælp fra tutsier rundt omkring i verden lagde de pres på huturegeringen. På grund af befolkningspres (10 mio. i et land mindre end Jylland) og overfald imellem hutuer og tutusier prøvede den daværende præsident Habyarimanas, at få en aftale om magtdeling imellem hutuer og tutsierne. Men den yderliggående hutumilits Interahamwe ville det andeledes og de skød præsident Habyarimanas fly ned. Derefter startede slagteriet i Rwanda hvor ca. 800.000 tutsier blev myrdet. Efterfølgende fik Kagame overtaget og fik jaget Interahamwe ud af landet. 
I 1996 fik Ugandas præsident Museveni og Kagame hjælp af USA. Skjult for verdensoffentligheden indledte Musevni og Kagame i 1996 via en trojansk hest (Laurent Kabila som skulle ligne hærføreren), et angreb på nabolandet Congo, for at styrte præsident Mobuto. Kagame og Musveni fik hjælp fra mange grupper i landet og lande i nærheden, der var træt af Mobuto. Men det var især tropper fra Rwanda, der førte an i krigen. Ved at indsætte den senere præsident i Congo Kabila som marionetfigur, havde de vundet den første store krig om Congo. Kabila ville ikke være marionet og fik snøret sig ud af grebet og fik hjælp fra anden side til at fjerne Rwanda og Ugandas hære fra Congo. I august 1998 invaderede Rwanda, men nu kun med støtte fra Uganda, igen Congo, i det der blev kaldt den anden store Congokrig. Dennegang havde Kabila dog fået støtte fra Angola og Zimbawe, så fronten stabiliserer sig i midten af Congo. I 2000 blev Uganda og Rwanda uvenner, men Kagame med Rwanda kontrollerede nu al diamantproduktion i de besatte områder. 
Efterfølgende blev kampene imellem hutuerne og tutsier kaldt kampene imellem FDLR og CNDP. Deres brutalitet var ubeskrivelig med civile lidelser og gruppevoldtægter. Kagame mistede efterfølgende international tillid, da en FN rapport kom frem om hans støtte til CNDP. 
I 2003 blev Kagame valgt som præsident i Rwanda, medfølgende rygter om korruption.
I august 2010 blev han genvalgt som præsident for en ny syvårig periode.